# Liste der Schulsenatoren von Hamburg
Dies ist eine Liste der Schulsenatoren von Hamburg.

## Schulsenatoren Hamburg (seit 1945)
| Name                    | Amtsantritt                                                                      | Senat                                                        | Partei    |
| ----------------------- | -------------------------------------------------------------------------------- | ------------------------------------------------------------ | --------- |
| Heinrich Landahl        | 15. Mai 1945 15. November 1946 28. Februar 1950                                  | Petersen Brauer I Brauer II                                  | SPD       |
| Hans Wenke              | 17. März 1954                                                                    | Sieveking                                                    | parteilos |
| Heinrich Landahl        | 21. Dezember 1957 1. Januar 1961                                                 | Brauer III Nevermann I                                       | SPD       |
| Wilhelm Drexelius       | 13. Dezember 1961 9. Juni 1965 27. April 1966                                    | Nevermann II Weichmann I Weichmann II                        | SPD       |
| Peter Schulz            | 22. April 1970                                                                   | Weichmann III                                                | SPD       |
| Günter Apel             | 9. Juni 1971 30. April 1974 12. November 1974                                    | Schulz I Schulz II Klose I                                   | SPD       |
| Joist Grolle            | 28. Juni 1978 24. Juni 1981 2. Februar 1983 20. Januar 1987                      | Klose II von Dohnanyi I von Dohnanyi II von Dohnanyi III     | SPD       |
| Rosemarie Raab          | 2. September 1987 8. Juni 1988 26. Juni 1991 15. Dezember 1993 12. November 1997 | von Dohnanyi IV Voscherau I Voscherau II Voscherau III Runde | SPD       |
| Ute Pape                | 5. April 2000                                                                    | Runde                                                        | SPD       |
| Rudolf Lange            | 31. Oktober 2001                                                                 | von Beust I                                                  | FDP       |
| Reinhard Soltau         | 26. November 2003                                                                | von Beust I                                                  | FDP       |
| Alexandra Dinges-Dierig | 17. März 2004                                                                    | von Beust II                                                 | parteilos |
| Christa Goetsch         | 7. Mai 2008 25. August 2010                                                      | von Beust III Ahlhaus                                        | GAL       |
| Dietrich Wersich        | 30. November 2010                                                                | Ahlhaus                                                      | CDU       |
| Ties Rabe               | 23. März 2011 15. April 2015 28. März 2018 10. Juni 2020                         | Scholz I Scholz II Tschentscher I Tschentscher II            | SPD       |
| Ksenija Bekeris         | 17. Januar 2024 7. Mai 2025                                                      | Tschentscher II Tschentscher III                             | SPD       |